# 女?日本?美? 新たなジェンダー批評に向けて
『女?日本?美? 新たなジェンダー批評に向けて』（おんな にほん び あらたなジェンダーひひょうにむけて）は、1990年代に活発になった日本のジェンダー論争を表層化する大きな一つの事象とされている、1996年12月21日から23日に慶応義塾大学アートセンターにて開催されたシンポジウム名。また、シンポジウムを契機に慶應義塾大学出版会から熊倉敬聡と千野香織 編集による美の観点から日本のジェンダー論集が1999年01月01日に出版されている。

## 概要
欧米で始まったフェミニズム思想は1970年代に美術批評に導入された後、日本にも導入されて定着の兆しを見せ始めた。その一方、1990年代後半に活発になりつつあった日本のフェミニズム思想を、当時毎日新聞文化部記者の三田晴夫は、雑誌『LR』三号の誌上にて『状況考 ３　借り物の思想・知・主題をめぐって』と題した論の中で「西洋の思想の借り物」であり必然性が感じられないと揶揄した。これを契機に始まったジェンダー論争は、三田晴夫、小勝禮子、若桑みどりらを中心に美術系のミニコミ雑誌『LR』や『あいだ』の誌面上にて応答がされた。
三田晴夫はジェンダー理論批判として、『状況考（六）美術と正義をめぐって』、『状況考(八)反映論と党派性をめぐって一一 若桑みどり、小勝禮子両氏に応える』を発表している。三田への反論として、小勝鶴子は、『抑圧の論理をめぐって 三田氏に対する反論一一再びジェンダーと美術について』『美術とジェンダ一一3 三田晴夫氏の『反映論と党派性』という断定に対する反論』を発表した。若桑みどりは、『ジェンダーーの視点にたつ美術史をめぐる『男性』の言説について 稲賀繁美氏の「『今、日本の美術史学をふりかえる』を聞いて」を読んで』、『稲賀繁美氏の『鯛を太らせる蝦、あるいは蟷螂の鎌の駄弁』と題する誌上公開書間一一本誌30号への返答』を発表した。稲賀繁美は『鯛を太らせる蝦、あるいは蟷螂の鎌の駄弁一一若桑みどり様へ』、『不発に終わった論争への(エピローグならぬ)モノローグ一一あるいは鯛に悟られたのを悔やむ斯の戯言』がある。
一連の三田の応答は、未熟なジェンダー理解を露呈するに終わっている。また、このジェンダー論争の経緯はシンポジウムの同名の書籍にまとめられた。

## 論集の構成
- 『はじめに 今改めて「女」と「日本」と「美」について考える』
- 『第1部 ジェンダーで読み解く美と権力』
- 『第2部 現代の表象文化とセクシュアリティ』
- 『第3部 ARTとACTの狭間で』
- 『おわりに ジェンダー批評の未来へ』